# Route nationale 439
Die Route nationale 439, kurz N 439 oder RN 439, war eine französische Nationalstraße, die 1933 zwischen Sens und der N51 bei La Motte-Tilly in Betrieb genommen wurde. Ihre Länge betrug 36 Kilometer. 1973 erfolgte die Abstufung zur Départementstraße. 1978 wurde die Nummer erneut für eine entstehende Schnellstraße verwendet. Das erste Teilstück umfasste die Südumgehung von Hesdin zwischen der N39 bei Le Parcq und der D136. 2001 war die Straße zwischen der N317 bei Campigneulles-les-Petites und Le Parcq fertiggestellt. Es erfolgte dann zwischen Le Parcq und der N1 die Umnummerung in N39, so dass von der N439 ein kurzes Stück übrig blieb, das 2006 zur D939 abgestuft wurde.